# Chonggu
Chonggu (kinesiska: 重固) är en köping i Kina. Den ligger i Qingpu i storstadsområdet Shanghai, i den östra delen av landet, omkring 27 kilometer väster om den centrala stadskärnan. Antalet invånare är 39 756. Befolkningen består av 18 484 kvinnor och 21 272 män. Barn under 15 år utgör 10,0 %, vuxna 15-64 år 81 %, och äldre över 65 år 7,0 %.